# Чинеле
Чинеле су врста ударачких музичких инструмената облика тањира, док је кроз средину провучена кожа ради лакшег држања. Користе се за постизање звучних форте ефеката, како би подржали цео оркестар. Најчешће се праве од бронзе. Звук се добија на два начина:
1. ударање један о други,
2. када стоји на постољу, помоћу кожне педале.

Чинеле се користе у свим оркестрима, као пратећи инструменти, а ређе су солистички инструмент.
Чинеле су ударачки инструменти. Тањири су танке нормалне плоче изграђене од разних легура. Већина чинела су неодређене висине тона, иако су малог тањирастог облика, чинеле су засноване на древном звуку одређених нота (мала подешена чинела). Чинеле се користе у многим ансамблима у распону од оркестра, ударачким ансамблима, џез бендовима, тешки метал бендовима и у марширајућим групама.

## Етимологија и називи
Реч чинела је изведена из латинске речи cymbalum која је латинисана од грчке речи κύμβαλον kymbalon, "чинела", која заузврат проистиче из речи κύμβη kymbē, „шоља, чинија“.
У оркестарским регистрима, чинеле могу бити назначене на: Француском "cymbales"; Немачком "becken,schellbecken, tellern или tschinellen"; Италијанском "piatti или cinelli"; Шпанском "platillos". Многе од њих су изведене из речи „плоча“.

## Историја
Чинеле су постојале од давнина, репрезентације чинела се могу пронаћи у рељефима и сликама из Хетитске Анадолије, Ларса, Вавилона, Асирији, древног Египта, античке Грчке и старог Рима. Референце чинела се такође појављују у Библији. Чинеле су можда унете у Кину из централне Азије у 3. или 4. веку нове ере.
Чинеле су биле употребљиване од стране турских јаничара у 14. веку или раније. Од 17. века, такве чинеле су коришћене у европској музици, и много чешће свирале у војним бендовима и оркестрима до средине 18. века. Од 19. века, неки композитори су позивали веће улоге за чинеле у музичким делима, и разним облицима чинела, технички и хардверски су развијени као одговор.

## Структура
Структура чинела игра велику део у звуку који ствара. Рупа избушена у центру чинеле се користи за монтирање чинеле на штанду или тракама (за ручно свирање). Звоно, купола, или чаша је уздигнути део који непосредно окружује рупу. Звоно производи више „фијукајуће“ тонове од осталих чинела. Лук је остатак површине који окружује звоно. Лук је понекад описан у два подручја (вожње и судара). Подручје вожње је дебљи део ближи звону, док подручје судара је тање и ближе је ивици. Ивица или обод је непосредан обим чинела.
Чинеле се мере по пречнику често у инчима и центиметрима. Величина чинеле утиче на њен звук, већа чинела обично буде гласнија и има дуже одржавање. Тежина описује колико је чинела дебела. Тежина чинеле је важна за звук који она производи и како она свира. Теже чинеле имају гласнију јачину, више реза, и бољу артикулацију штапом (када се користе штапови за бубњеве). Танке чинеле имају пунији звук, нижи тон, и бржи одзив.

## Врсте чинела

### Оркестарске чинеле
Оркестарске чинеле су најчешће две идентичне чинеле. Звук ових чинела зависи од легуре метала, тежине (лаке, средње, тешке) и пречника (најчешће су 35-56 центиметара). На срединама обе чинеле се налазе рупе за држаче који су најчешће кожни. Постоји тип оркестарских чинела које се зову кина клеш и оне немају додатне држаче већ су изливени од самог метала. Ове чинеле се најчешће везују канапом једна за другу. Звук клеш чинела је врло сличан судару, у композицијама свира идентичан ритам као и бас бубањ сем ако се не нагласи другачије. Звук је врло продоран и драматичан, па се користи у музици за моћне, нервозне и анксиозне моменте.
Оркестарске чинеле нуде композитору скоро бескрајне количине боја и ефеката. Њихова јединствена боја звука им омогућава да се истуре чак и против пуног оркестра и кроз најтеже оркестрирање и побољшану артикулацију и скоро сваку динамику.

### Сударачке чинеле
Сударачке чинеле се традиционално користе у паровима, сваки од њих има каиш постављен у звоно чинеле који их одржава. Такав пар је увек познат као чинела судара или плоче.
Звук може бити добијен: трљањем ивица чинела у клизним покретима за "цврчање", ударањем једне чинеле на другу што се зове "прасак (судар)", притиском ивице једне чинеле на труп друге чинеле што се зове "спојени-судар", стругањем ивице једне чинеле из унутрашњости звона у ивицу друге чинеле за "шкрипац" или "шиштање" или затварање чинела заједно гушењем звука што се зове "дробљење". Искусни свирач може добити огроман динамички опсег од таквог пара чинела. На пример, у Бетовеновој Деветој симфонији, музичар је употребио чинеле да прво свира много тихо додајући додир боје више него гласан прасак.

### Хи-хат чинеле
Хи-хат је врста чинела и користи се као део комплета бубња ударањем у ритму и блузу, хип-хоп, диско, џез, метал, рок ен рол, хаус, реге и других облика савремене популарне музике. То је стандардни део модерног комплета бубња. Хи-хат се састоји од две чинеле које се монтирају на постоље, један на врху другог, и педале које могу бити коришћене да се чинеле сударају и држе заједно. Отворен и затворен хи-хат односи се на свирање ударањем док две чинеле су одвојено или заједно (отворене или затворене), док ножни хи-хат се односи на делове или ноте свиране само коришћењем педала (ударањем две чинеле).

## Важна напомена
Постоје разни начини и методе свирања овог инструмента у зависности од потребе. Оно што треба нагласити је то да никада не треба ударати директно у хоризонтали, иако је то врло честа појава у цртаним филмовима и код авангардних музичара. На тај начин је много мања контрола звука, притом чинеле ће се након пар таквих удараца изврнути и постаће неупотребљиве, само два три оваква ударца директно у хоризонтали је довољно да се упропасте.